# Thụy Chính
Thụy Chính là một xã thuộc huyện Thái Thụy, tỉnh Thái Bình, Việt Nam.
Xã có diện tích 4,4 km², dân số năm 1999 là 4167 người, mật độ dân số đạt 947 người/km².

## Đình Lạng
Đình Lạng thờ Cường Bạo đại vương là một vị tướng thời Đinh và là một nhân vật được thần thánh hóa trong cổ tích Việt Nam. Ông xuất thân là một ngư dân ngang tàng, có sức khỏe và tài năng chiêu dân chống lại thiên tai, được triều đình nhà Đinh trọng dụng và ban thưởng.